# Вторжение ОАЭ на Сокотру
30 апреля 2018 года Объединённые Арабские Эмираты высадили с воздуха более 100 военных, артиллерию и бронетехнику на йеменском острове Сокотра в Аравийском море без предварительного согласования с Йеменом. Вскоре после приземления, Вооружённые силы ОАЭ изгнали йеменских солдат, находившихся на ключевых объектах (в частности из аэропорта архипелага), и над всеми правительственными зданиями в Хадибу был поднят флаг Объединённых Арабских Эмиратов.
Официальные власти Йемена охарактеризовали захват как акт агрессии, однако никакого военного сопротивления на архипелаге ими оказано не было.
Арабские СМИ сообщили, что ОАЭ якобы арендовали архипелаг на 99 лет (то есть до 2117 года) для защиты острова, её населения (см. статьи сокотрийцы и сокотрийский язык) и историческо-культурного наследия, а также для развития на острове туризма и улучшения социально-экономической ситуации. Однако официальный Йемен эту информацию опроверг.
По состоянию на 14 мая 2018 года контроль властей Йемена над Сокотрой был полностью восстановлен. Ранее йеменская армия и силы безопасности Йемена получили порт и аэропорт Сокотры у сил ОАЭ, которые покинули архипелаг, выполняя условия механизма, о котором договорились стороны под руководством военного совета Саудовской Аравии, прибывшего в воскресенье на остров и потребовавшего вывести силы ОАЭ.

## Ход событий
В 2016 году ОАЭ увеличили поставки гуманитарной помощи на Сокотру — архипелаг практически не контролировался Йеменом ввиду продолжающегося конфликта. В октябре 2016 года в аэропорту Сокотры приземлился 31-й грузовой самолёт из ОАЭ с двумя тоннами гуманитарной помощи.
В марте 2017 года некоторые СМИ написали, что такое внимание ОАЭ к Сокотре может трактоваться как попытка занять архипелаг.
В 2017 году войска ОАЭ уже занимали остров в рамках вторжения в Йемен. Тогда же некоторые политические фракции Йемена обвинили ОАЭ в повышении уровня преступности на архипелаге и уничтожении островной флоры.

## Реакция
3 мая 2018 сотни местных жителей вышли на митинг против захвата острова ОАЭ, требуя немедленного вывода всех иностранных войск с территории архипелага. Однако уже 6 мая 2018 года в Хадибу, столице архипелага, прошёл митинг в поддержку ОАЭ.
Премьер-министр Йемена Ахмед Обеид бин Дагр заявил, что занятие ОАЭ морского порта и аэропорта на Сокотре — необоснованное посягательство на территориальную целостность Йемена. МИД ОАЭ в ответ отметило, что было удивлено этим заявлением и обвинило в искажении информации «Братьев-мусульман», заявив, что «вооружённые силы ОАЭ присутствуют на территории всех освобождённых провинций Йемена, в том числе и на Сокотре, в рамках операции коалиции, чтобы поддержать легитимную власть Йемена в этот критический момент в истории государства».
11 мая 2018 года Турция выразила обеспокоенность по поводу этого события. Министр иностранных дел Турции заявил, что «мы внимательно следим за недавними событиями на острове Сокотра в Йемене. Мы обеспокоены этими событиями, которые создают новую угрозу территориальной целостности и суверенитету Йемена», и призвал всех соответствующих участников уважать  законное правительство Йемена и воздерживаться от принятия мер, которые могут еще больше осложнить ситуацию.

## Последующее вмешательство ОАЭ
В мае 2019 года правительство Йемена обвинило Объединенные Арабские Эмираты в высадке около 100 сепаратистских войск на Сокотре, что ОАЭ отрицали, углубляя раскол между двумя номинальными союзниками в гражданской войне в Йемене.
В феврале 2020 года полк йеменской армии, дислоцированный в Сокотре, восстал и присягнул на верность поддерживаемому ОАЭ сепаратистскому Южному переходному совету в Сокотре, отказавшись от поддерживаемого ООН правительства Хади. Южный переходный совет захватил контроль над островом в июне 2020 года.
2 марта 2021 года ОАЭ направили на остров военных чиновников. Примерно в то же время эмираты также направили судно с боеприпасами ополченцам на Сокотре. Подтверждая эту информацию, советник министра информации Йемена Муаммара Аль-Ирьяни Мухтар Аль-Рахби заявил, что это была попытка военной эскалации в регионе.